# Kreuzkirche (Oberndorf)
Koordinaten: 50° 1′ 37,5″ N, 10° 12′ 19,7″ O
Die Kreuzkirche ist die evangelisch-lutherische Pfarrkirche von Oberndorf. Das einstige Dorf gehörte bereits in reichsstädtischer Zeit zu Schweinfurt und ist heute ein Stadtteil. Die Kirchengemeinde gehört zum Dekanat Schweinfurt.

## Geschichte

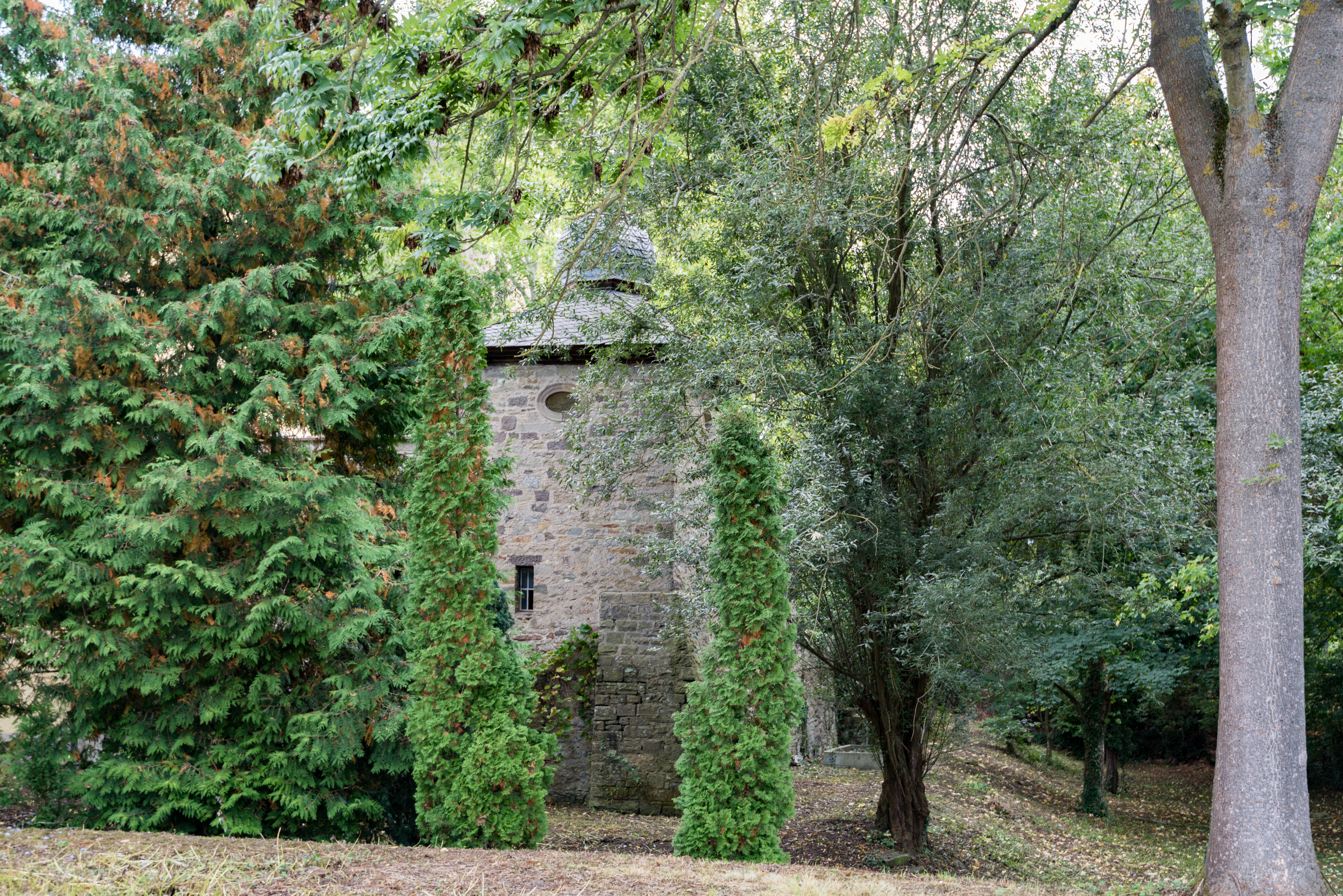
Grabenreste der Wasserburg

Die Kirche steht an der Stelle einer mittelalterlichen Wasserburg. Im Jahr 1094 wurde erstmals die Laurentius-Kapelle genannt. Sie wurde von den Schweinfurter Markgrafen dem Kloster Theres übergeben.
Aufgrund positiver wirtschaftlicher Entwicklungen konnte die Reichsstadt Schweinfurt 1436 den Vorort Oberndorf erwerben. Als Schweinfurt 1814 endgültig zu Bayern kam, wurden Oberndorf und alle anderen zum reichsstädtischen Territorium gehörenden Dörfer ausgegliedert und Oberndorf wurde eine selbständige Gemeinde. 1919 wurde Oberndorf, das mittlerweile zu einem bedeutenden Großindustrie-Standort geworden war, endgültig nach Schweinfurt eingemeindet. Die Kreuzkirche, die damals noch Jesus-Christus-Kirche hieß, war fortan evangelische Stadtteil-Pfarrkirche.

## Beschreibung

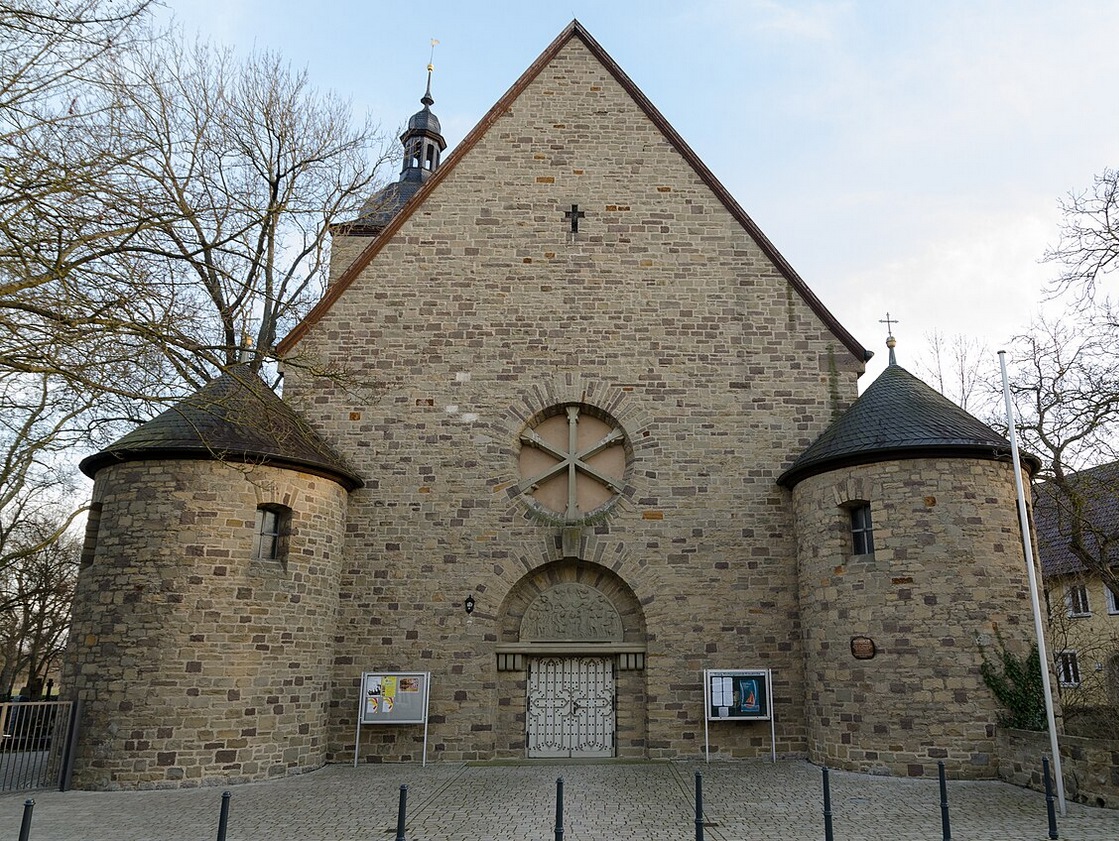
Eingangsportal im Norden

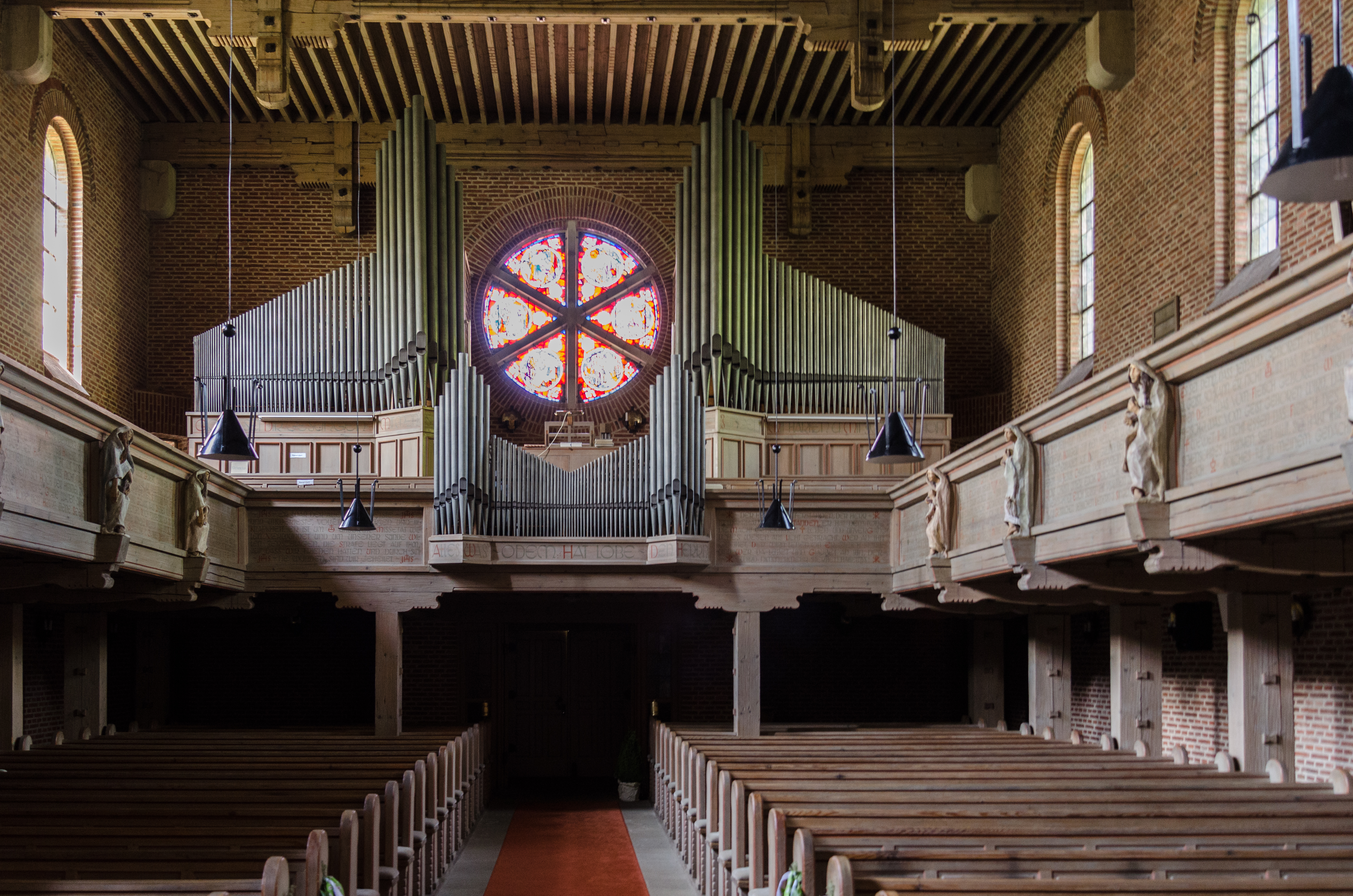
Innenraum mit Holzempore,
mit Orgel und den fünf klugen und fünf törichten Jungfrauen

### Einstige Burgkapelle und Erweiterung
Turm und Chor der Kirche stammen aus dem 13. Jahrhundert und waren Teile der Burgkapelle, die um 1500 erweitert wurde, ehe in Schweinfurt 1542 die Reformation eingeführt wurde. Im Jahr 1650 entstand die neue Jesus-Christus-Kirche mit der ehemaligen Burgkapelle als Taufkapelle.
Der Chor weist nach Süden, was für das Mittelalter ungewöhnlich ist. Die Steinkanzel mit einem Relief des gekreuzigten Christus entstand im Jahr 1577. Der Turm mit welscher Haube steht an der Ostseite des heutigen Langhauses.

### Neuzeitlicher Kirchenausbau
Das Langhaus wurde von 1938 bis 1940 im Heimatstil durch Gottfried Dauner und Horst Schwabe errichtet. Es besitzt eine umlaufende Holzempore. An ihrer Stirnseite steht die beiderseits des Rundfensters angeordnete Orgel. Sie wurde 1940 von der Firma Steinmeyer erbaut und hat 18 Register auf zwei Manualen und Pedal mit elektro-pneumatischer Traktur. An den Längsseiten sind die fünf klugen und die fünf törichten Jungfrauen aus dem biblischen Gleichnis abgebildet. Hinter dem Altar befindet sich eine Kreuzigungsgruppe aus Holz.

### Pfarrhaus
Unter Verwendung älterer Bauteile wurde an Stelle des ehemaligen Torhauses der einstigen Wasserburg 1964 das Pfarramt neu erbaut.